# Xysticus periscelis
Xysticus periscelis är en spindelart som beskrevs av Simon 1908. Xysticus periscelis ingår i släktet Xysticus och familjen krabbspindlar.
Artens utbredningsområde är Western Australia. Inga underarter finns listade i Catalogue of Life.